# روجيرو دا فيوري
روجيرو دا فيوري (بالإيطالية: Ruggero da Fiore)‏ وعرف أيضاً باسم روجر دي فلور وهو بحار وقائد عسكري وقرصان مفوض إيطالي ولد في سنة 1267 في مدينة برينديزي كإبن لصقار ألماني وأم نبيلة إيطالية. توفي والده ريتشارد فون بلوم أثناء صغره في معركة تالياكوزو في سنة 1268 في ألمانيا. خدم كل من الإمبراطورية الرومانية المقدسة ومملكة صقلية وأراغون وجمهورية جنوة والإمبراطورية البيزنطية. انتمى لمنظمة فرسان الهيكل ولشركة القطلونية وحصل على لقب كونت مالطا. أثناء حصار عكا في سنة 1291 ساعد سكانها الأغنياء في الفرار من السلطان المملوكي الأشرف صلاح الدين خليل في سنة 1291. إنتقل بعد ذلك إلى قبرص، ليدخل هناك في خلاف مع الدولة البابوية وليتهم البابا نيكولاس الرابع بالسرقة والردة، مما أدى لاحقاً بسحب كل ألقابه وملاحقته، ليهرب إلى جنوة ويبدأ من هناك مشواره في القرصنة. خدم كل من ألفونسو الثالث ملك أراغون وفريدريكو الثالث ملك صقلية أثناء خلافهم مع شارل الثاني، ملك نابولي حول خلافة عرش صقلية، أعطاه الملك فريدريكو رتبة نائب أميرال. بعد نهاية الحرب وتوقيع اتفاقية صلح كالتابيلوتا، انتقل روجيرو مع مرتزقته نحو بيزنطة لأجل مقاتلة العثمانيين الأتراك. خدم تحت إمرة الإمبراطور أندرونيكوس الثاني باليولوج وألذي أعطاه لقب Megas doux (الدوق الأعلى) وزوجه لإبنة أخته ماريا أسينينا وألتي كانت ابنة الإمبراطور البلغاري إيفان آسين الثالث وزوجته البيزنطية إيرينا باليولوج. دخل في البداية في خلاف مع الجنويين ألذين عارضوا فكرة تحالفه مع البيزنطيين، فحاولوا عزله، إلا أنه هزمهم وطردهم من بحر إيجة. دخل بعد ذلك في حرب ضد الأتراك العثمانيين في آسيا وذكر بأنه تمكن من هزيمتهم وأنه طاردهم حتى أرمينيا وإيران. اختلف بعد ذلك مع البيزنطيين حول تقسيم الغنائم واتهموه بسرقتهم لصالح كتلونيا. تحارب الطرفان في سيزيكوس، فقرر فسخ تحالفه، وأثناء ذلك تم استدعائه من أراغون لكنه قتل في الطريق في غاليبولي بأوامر من ميخائيل التاسع باليولوج ابن الإمبراطور في سنة 1305. بعد مقتله قام رفاقه في الشركة بالانتقام له وقاموا بنهب مقدونيا وتراقيا وعرفت معاركهم بالإنتقام الكتلوني.